# Olor a coche nuevo

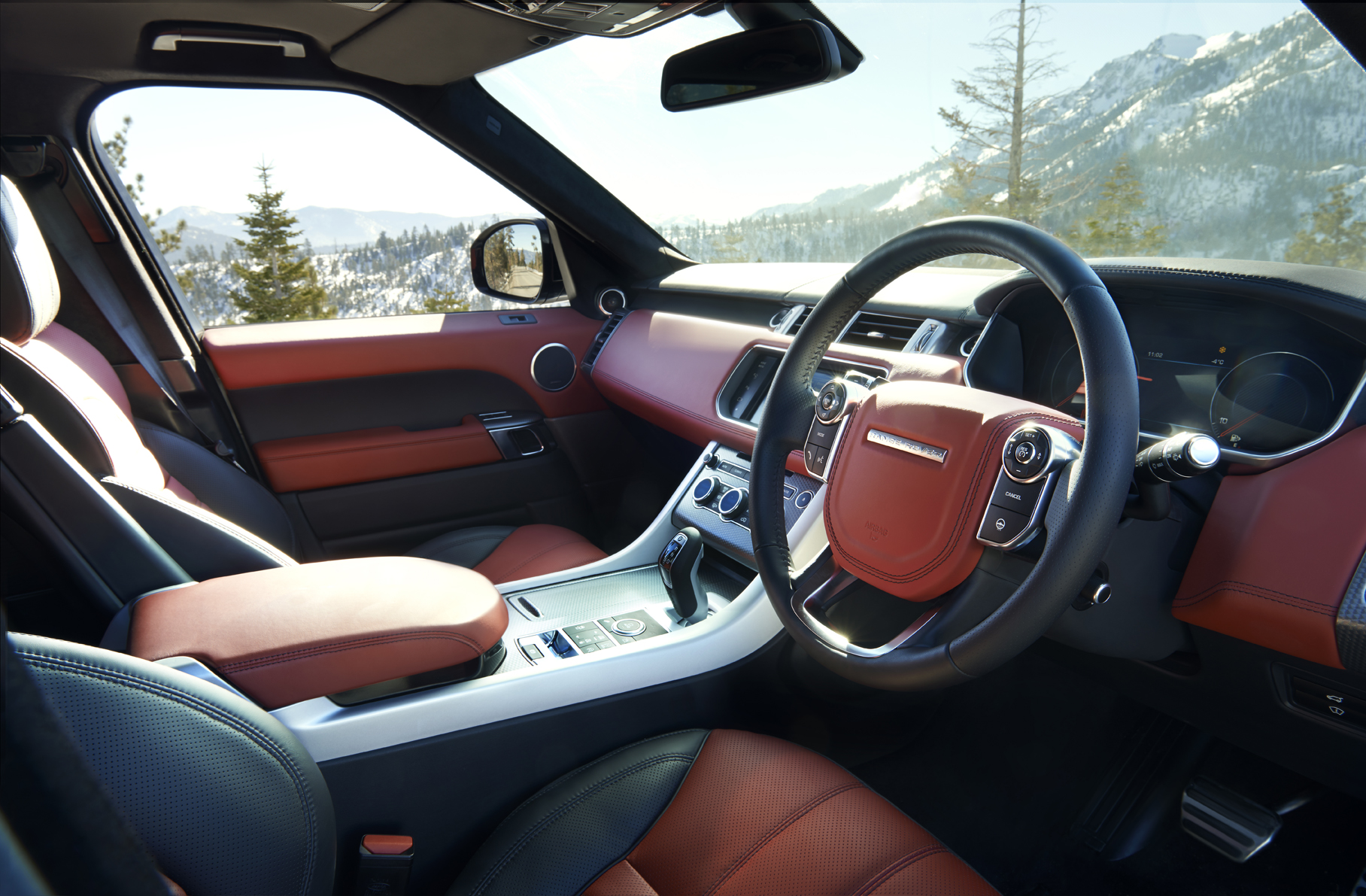
Interior de un coche nuevo.

El olor a coche nuevo es el término común con el que se conoce el olor que proviene de la combinación de los materiales que se encuentran en los automóviles de nueva fabricación. Algunas personas lo encuentran como un olor placentero y agradable; aunque de todas formas, existe un cierto debate sobre si los componentes químicos del olor pueden suponer un riesgo para la salud.

## Composición química
Tanto el aroma como su origen puede variar según el tipo de automóvil. La mayor parte del interior de un automóvil consiste en piezas de plástico que se sujetan entre sí a través de materiales adhesivos y otros materiales sellantes. Cuando el coche se fabrica, estos materiales se dejan ligeramente inestables, por lo que siguen liberando compuestos orgánicos volátiles al aire a continuación, en un proceso conocido como desgasificación. Estos humos también pueden proceder de los ftalatos o de otros materiales plastificantes que se evaporan con el tiempo.
Los científicos que han estudiado estos compuestos químicos liberados recomiendan mantener los coches nuevos bien ventilados durante la conducción, especialmente durante el verano. Un análisis realizado en 1995 sobre el aire del interior de un Lincoln Continental recién fabricado descubrió más de 50 compuestos orgánicos volátiles, cuyas fuentes fueron identificadas como productos lubricantes y de limpieza, pintura, alfombras, tratamientos para el cuero y el vinilo, pegamento para látex y vapores de gasolina y gases de escape. Un análisis dos meses posterior demostró una drástica reducción en estos compuestos. Los investigadores observaron que la toxicidad de la mayoría de estos compuestos entrañaban un peligro potencial para la salud humana.
Según un periódico publicado hacia 2000 por investigadores de la Universidad de Texas en Austin, se encontraron unos 7,5 miligramos en total de compuestos orgánicos volátiles en un primer día de medición. Después de un periodo de tres semanas, la concentración disminuyó en un 90%. Alrededor de 60 compuestos químicos fueron identificados en los interiores de cuatro vehículos diferentes en este estudio.
En algunos extraños casos, el olor puede ser un defecto de fabricación. De acuerdo con un documento oficial de Bentley (BT26), existe un «olor desagradable» en los modelos fabricados por esta marca entre 1999 y 2002. El olor emana de un anticorrosivo que fue usado por Bentley durante ese tiempo.

## Riesgos para la salud
Un estudio de dos años de duración publicado en 2001 por la agencia CSIRO de Australia encontró varios problemas de salud asociados con estos compuestos. El científico investigador de CSIRO, Stephen Brown, también informó sobre anécdotas de desorientación, dolor de cabeza, e irritación en varios conductores de coches nuevos. Brown midió los niveles de contaminantes que eran suficientes para causar efectos similares en experimentos controlados en minutos sobre otros investigadores. Los compuestos químicos que se encontraron incluían benceno, un carcinógeno, y otros dos posibles causantes de cáncer: ciclohexanona y estireno, amén de otros compuestos tóxicos.
Un estudio más reciente llevado a cabo en Japón descubrió que los compuestos orgánicos volátiles en un monovolumen nuevo eran 35 veces superior al límite saludable en el día después de su entrega. En cuatro meses se consiguió bajar del límite, pero este volvió a subir al llegar el verano y las altas temperaturas; tomando un total de tres años para mantenerse permanentemente debajo del límite. Estos límites fueron establecidos por el ministro de salud japonés en respuesta al creciente número de propietarios que sufrían síndrome del edificio enfermo. Un artículo del Daily Telegraph sobre el estudio describió el placer de disfrutar del olor a coche nuevo como «esnifar».
De todos modos, un estudio de 2007 del toxicólogo Jeroen Buters y sus colegas de la Universidad Técnica de Múnich, en Alemania, publicado en la revista Environmental Science & Technology, encontró una toxicidad muy baja en los olores de los coches nuevos.

## Reproducción
Existen ambientadores de coche nuevo que están disponibles con el propósito de reproducir el olor de un coche nuevo en automóviles antiguos haciendo uso de un pulverizador.
El origen más probable de esta fragancia se encuentra más atrás en el tiempo que el uso de plásticos y materiales relacionados en un automóvil. Se basaba simplemente en un perfume a cuero, hecho con castóreo y aceite de alquitrán de bétula, para simular el olor de una tapicería de cuero de alto precio. 
Debido al uso contemporáneo de las tapicerías de vinilo, ha crecido el interés por perfumarlo con notas de cuero para recuperar el ambiente lujoso. Hoy en día poca gente tiene en cuenta las notas de cuero como parte característica de un coche nuevo, por lo que el concepto de «olor a coche nuevo» se ha visto alterado.